# Piknik z niedźwiedziami
Piknik z niedźwiedziami (ang. A Walk in the Woods) – amerykański film fabularny z 2015 w reżyserii Kena Kwapisa, wyprodukowany przez wytwórnię Broad Green Pictures na podstawie książki Billa Brysona. Główne role zagrali Robert Redford, Nick Nolte i Emma Thompson.
Premiera filmu odbyła się 23 stycznia 2015 podczas Sundance Film Festival. Osiem miesięcy później, 2 września, obraz trafił do kin na terenie Stanów Zjednoczonych. W Polsce premiera filmu odbyła się 17 czerwca 2016.

## Fabuła
Bill Bryson (Robert Redford), autor popularnych przewodników, ani myśli o odpoczynku na emeryturze. Na przekór kochającej żonie Catherine (Emma Thompson) postanawia wybrać się na wielką wędrówkę. Zamierza przebyć tzw. Szlak Appalachów – pełną zapierających dech w piersiach widoków trasę łączącą stany Georgia i Maine, która liczy niemal 2200 mil. Najpierw mężczyzna postanawia znaleźć sobie towarzysza. W końcu decyduje się zabrać dawno niewidzianego kolegę, Stephena Katza (Nick Nolte). Dla notorycznego podrywacza ekspedycja przez dzikie tereny jest sposobem na ucieczkę przed wierzycielami. Szybko okazuje się, że dla każdego ze śmiałków słowo „przygoda” ma odmienne znaczenie. Wywołuje to wiele zabawnych sytuacji.

## Obsada
- Robert Redford jako Bill Bryson
- Nick Nolte jako Stephen Katz
- Emma Thompson jako Catherine Bryson
- Kristen Schaal jako Mary Ellen
- Nick Offerman jako Dave z REI
- Mary Steenburgen jako Jeannie
- Hayley Lovitt jako Donna

## Odbiór

### Krytyka
Film Piknik z niedźwiedziami spotkał się z mieszaną reakcją krytyków. W serwisie Rotten Tomatoes 47% ze stu sześćdziesięciu pięciu recenzji filmu jest pozytywne (średnia ocen wyniosła 5,42 na 10). Na portalu Metacritic średnia ocen z 30 recenzji wyniosła 51 punktów na 100.